# Langues nkambe
Les langues nkambe sont un groupe de langues des Grassfields orientaux parlées par les Yamba et les peuples apparentés du Haut Plateau occidental du Cameroun.
Ces langues sont le Dzodinka, le Kwaja, le Limbum, le Mbə', le Ndaktup, le Mfumte, le Yamba.